# Roland Otterbjörk
Karl Axel Roland Otterbjörk, född 6 februari 1925 i Stockholm, död 25 december 1984 i Umeå landsförsamling, var en svensk personnamnsforskare. Han påbörjade utgivningen av det stora verket Sveriges medeltida personnamn. Hans mest spridda böcker om personnamn är vetenskapligt betydelsefulla, trots att verkens undertitlar ger sken av att de är enklare namnlexika. Bland annat myntade han begreppet den nordiska namnrenässansen i sin bok Svenska förnamn 1964.